# Населённые пункты Юкаменского района
Муниципальное образование «Юкаменский район» включает в себя 73 населённых пунктов: 8 сельских поселений в составе 4 сёл, 66 деревень, 2 починков и 1 выселка.
Административный центр района — село Юкаменское.

## Перечень населённых пунктов
Далее приводится список населённых пунктов по муниципальным образованиям, в которые они входят. Жирным шрифтом выделены административные центры поселений.

### Муниципальное образование «Верх-Унинское»
- село Верх-Уни
- деревня Антропиха
- деревня Доронино
- деревня Лялино
- деревня Усть-Лекма
- деревня Шафеево

### Муниципальное образование «Засековское»
- деревня Засеково
- деревня Иманай
- деревня Верхний Дасос
- деревня Жувам
- деревня Митрошата
- деревня Малый Дасос
- деревня Каменное
- деревня Бадеро
- деревня Кокси
- деревня Тутаево
- деревня Малый Вениж
- деревня Большой Вениж
- деревня Кесшур
- деревня Зямбай

### Муниципальное образование «Ертемское»
- деревня Ертем
- деревня Старый Безум
- деревня Муллино
- деревня Сыга
- деревня Байран
- деревня Зилай
- деревня Зянкино
- деревня Тарсаки
- деревня Воронино

### Муниципальное образование «Ёжевское»
- село Ёжево
- деревня Балы
- деревня Матвеево
- деревня Починки
- деревня Татарские Ключи
- деревня Пасшур
- деревня Сидорово
- деревня Тылыс
- деревня Бугашур
- деревня Верхняя Пажма
- деревня Нижняя Пажма
- деревня Кычен
- деревня Усть-Лем
- починок Ёжевский

### Муниципальное образование «Пышкетское»
- село Пышкет
- деревня Порово
- деревня Деряги
- деревня Филимоново
- деревня Истошур
- деревня Турчино
- деревня Кельдыки
- деревня Эшмет

### Муниципальное образование «Палагайское»
- деревня Палагай
- деревня Гулекшур
- деревня Золотарёво

### Муниципальное образование «Шамардановское»
- деревня Шамардан
- выселок Лемский
- деревня Абашево
- деревня Новоелово
- деревня Кочуково
- деревня Беляново
- починок Глазовский

### Муниципальное образование «Юкаменское»
- село Юкаменское
- деревня Чурашур
- деревня Куркан
- деревня Жуки
- деревня Мустай
- деревня Ешмаково
- деревня Уни-Гучин
- деревня Ситники
- деревня Ляпино
- деревня Камки
- деревня Одинцы
- деревня Колбенки